# Municipio de Capulálpam de Méndez
El municipio de Capulálpam de Méndez es uno de los 570 municipios del estado mexicano de Oaxaca. Su cabecera es la localidad de Capulálpam de Méndez.

## Geografía
El municipio de Capulálpam de Méndez colinda al norte y al oeste con el municipio de Ixtlán de Juárez; al sur con los municipios de San Miguel Amatlán, Natividad y Santiago Xiacuí; y al este con los municipios de San Juan Juquila Vijanos y San Miguel Yotao.

## Localidades
El municipio de Capulálpam de Méndez cuenta con cuatro localidades.
| Localidad            | Población (2020) |
| -------------------- | ---------------- |
| Capulálpam de Méndez | 1568             |
| Loma del Romero      | 20               |
| La Herradura         | 16               |
| Monserrat            | 15               |

## Gobierno
El municipio de Capulálpam de Méndez se rige mediante el sistema de usos y costumbres.
| Presidente municipal               | Periodo   |
| ---------------------------------- | --------- |
| Miguel Ramírez Domínguez           | 1996-1997 |
| Eduardo Valdéz Morales             | 1997-1998 |
| Pedro Aarón Ramírez Bautista       | 1999-2001 |
| Hugo Javier Cosmes Pérez           | 2002-2004 |
| Delfino Pérez Cosmes               | 2005-2007 |
| Delfino Germán Arreourtua García   | 2008-2010 |
| Néstor Baltazar Hernández Bautista | 2011-2013 |
| Eliezer Martínez Ramírez           | 2013-2015 |
| Felipe Ramírez Domínguez           | 2015-2016 |
| Marcos A. Cosmes Hernández         | 2017-2018 |
| Carlos Ramón Martínez Pablo        | 2018-2019 |
| Adrián Pedro Arreortua Méndez      | 2020-2021 |
| Rubén Santiago Martínez            | 2023-2024 |